# Fred Kelly
Frederick Warren Kelly, detto Fred (Beaumont, 12 settembre 1891 – Medford, 7 maggio 1974), è stato un ostacolista statunitense, campione olimpico dei 110 metri ostacoli ai Giochi di Stoccolma 1912.

## Biografia
Nato in California nel 1891, Frederick Kelly frequenta la University of Southern California quando viene selezionato per fare parte della squadra statunitense di atletica leggera che parteciperà ai Giochi olimpici del 1912 a Stoccolma.
Nella città svedese Kelly passa agevolmente i turni preliminari dei 110 metri ostacoli qualificandosi per la finale. A contendersi la vittoria ci sono cinque statunitensi, compreso Kelly, e un atleta britannico. Ad imporsi è proprio Kelly con 1 decimo di vantaggio sul connazionale James Wendell. Ai Giochi olimpici Kelly partecipa anche al torneo di esibizione di baseball.
Muore a Medford, cittadina dell'Oregon, all'età di 82 anni.

## Palmarès
| Anno | Manifestazione  | Sede      | Evento   | Risultato | Prestazione | Note |
| ---- | --------------- | --------- | -------- | --------- | ----------- | ---- |
| 1912 | Giochi olimpici | Stoccolma | 110 m hs | Oro       | 15"1        |      |